# Esco di rado e parlo ancora meno
«Esco di rado e parlo ancora meno» (укр. «Виходжу рідко, а кажу ще рідше») — студійний альбом італійського співака і кіноактора Адріано Челентано, випущений 10 листопада 2000 року лейблом «Clan Celentano». Другий альбом у співпраці Челентано з Джанні Беллою і Моголом.

## Про альбом

### Виробництво
Після великого успіху попереднього альбому «Io non so parlar d'amore» 1999 року (диск очолював італійський чарт протягом 1999/00 років, кількість проданих копій становила понад 2 мільйони), Адріано Челентано вирішив продовжити співпрацю з композитором Джанні Белла і поетом-пісенником Моголом, записавши диск «Esco di rado e parlo ancora meno», який став їхньою другою спільною роботою. В альбомі є пісні, написані й іншими авторами, серед яких — Карло Мадзоні і Мауро Спіна, які вже брали участь у записі альбомів співака 1990-х років та Івано Фоссаті. Аранжування до пісень створив Фіо Дзанотті, який також брав участь у записі попередніх двох студійних альбомів співака.
Це третій альбом Челентано, у записі якого взяв участь американський гітарист Майкл Томпсон. У інтерв'ю газеті «Sette» від 14 листопада 2002 року, під час випуску наступного диску «Per sempre», Челентано коментував значний внесок Томпсона у створення альбому словами: 
«Томпсон тепер мій близький друг. Це четвертий диск, який ми записали разом, починаючи з Arrivano gli uomini. Це був наш спільний вибір з Клаудією і Фіо Дзанотті. З тих пір ми більше не розлучалися. У нього дивовижна манера грати. Найбільше враження він справив на мене після Esco di rado e parlo ancora meno. Коли ми закінчили альбом, він виїхав до США і не акомпанував в „Le stesse cose“. Я йому тоді подзвонив і сказав, що пришлю йому пісню, яка складається тільки з трьох елементів: бас-гітара, ударні і мій голос. Я пояснив йому в загальних рисах ідею, надавши йому, однак, свободу вибору. "Відривайся" — сказав я йому, і він дійсно "відірвався" в серії аранжувань, які зробили цю пісню справжнім витвором мистецтва»
Випуск альбому спочатку був запланований на весну 2001 року, але через тиск лейблу «Sony», який прагнув скористатися різдвяними розпродажами, його випустили в листопада 2000 року, через що процес запису диску був скорочений.
«Esco di rado e parlo ancora meno» записувався у 1999—2000 роках, як і попередній альбом співака, на студіях «Air Studio» (Гальб'яте), «Blues Studio» (Монцуно) і «Top Studio Savio» (Равенна), «Stonehenge Studio» (Мілан); струнний оркестр, для запису альбому, був поставлений диригентом Ренато Серіо та записаний у «Forum Music Village» в Римі Лучано Торані.
Обкладинка альбому, білого кольору, містила доволі просте формлення: лицьова сторона — лише слова назви диску; задня сторона — Челентано в темних окулярах, що стоїть босоніж біля стіни. Альбом випускався в форматах CD та касет, у 2010 і 2011 роках він перевидавався лейблом «Clan Celentano».

### Комерційний успіх
Альбом мав великий успіх, він став одним з найуспішніших в кар'єрі Челентано та очолював італійський чарт 2000/01 років, попри те, що «Io non so parlar d'amore» все ще входив до «Топ-50» найбільш продаваних альбомів Італії. Попередні замовлення диску перевищили 600.000, загальний наклад склав 1.800.000 копій. На момент очолення альбомом чарту, за перший тиждень було продано 350.000 копій — цим він перевершив результат попереднього альбому «Io non so parlar d'amore», результат якого склав 100.000 копій. В Італії альбом став тричі «діамантовим» (продано більше 1.500.000 копій), у Європі «платиновим» (продано більше 1.000.000 копій), у Швейцарії «золотим» (продано більше 20.000 копій).
За цей альбом Челентано отримав премію «Italian Music Awards» 2001 року, як «найкращий виконавець».

### Складова
Музику альбому сайт «Discogs» класифікує як поп-рок, давнтемпо, євроденс і сальса; тоді як сайт «AllMusic» її характеризує італо-попом. Тексти більшості пісень альбому, «Per averti», «Apri il cuore», «Lago rosso»,	«Quello che non ti ho detto mai», «Ti prenderò», «Tir», «Se tu mi tenti» і «Le stesse cose», містили тему любові (як і у попередньому альбомі Челентано «Io non so parlar d'amore»), типову для їх автора, Могола. Решта пісень альбому оповідала про соціальні та політичні теми. У пісні «Africa» оповідалося про напружену політично-соціальну ситуацію у Африці. Пісня «Il figlio del dolore» («Син болю»), яку Челентано виконав спільно зі співачкою Надою та хором «The Bulgarian Voices „Angelite“», стосувалася проблеми аборту, який неможливий навіть у випадку, якщо жінка завагітніла в результаті зґвалтування під час війни. У пісні були використані звукові ефекти військової тематики: у вигляді гуркоту зброї, шуму гелікоптера, вибухів, крику людей тощо, а також фрагмент болгарської народної пісні «Брала мома ружа цвете». Вперше пісня була виконана Челентано, одягненим у військову форму, зі співачкою Надою на його авторському телешоу «Francamente me ne infischio», що вийшло роком раніше. У епічній політико-філософській пісні Івано Фосатті «Io sono un uomo libero» («Я вільна людина») Челентано заявляв про свою свободу і утримання від політичних партій («... ні правих, ні лівих ...» («...né destra né sinistra...»)). Рядок цієї пісні «Виходжу рідко, а кажу ще рідше» («Esco di rado e parlo ancora meno») послужив назвою альбому, він містив натяк на спосіб життя Челентано у цей період. Заключний трек «Index» не є самостійною піснею, а являє собою попурі з деяких фрагментів попередніх композицій, такий прийом Челентано використовував й в інших альбомах: «Soli» («Medley», 1979) і «Dormi amore, la situazione non è buona» («Extra», 2007).

### Сингли
У 2000 році п'ять пісень альбому вийшли як сингли: «Lago Rosso», «Tir», «Quello Che Non Ti Ho Detto Mai», «Per Averti» і «Apri Il Cuore», вони випускалися на CD лише в Італії. Хоча альбом «Esco di rado e parlo ancora meno» і очолив італійський чарт — немає жодних данних щодо потрапляння синглів з нього у «топ-100» італійського чарту, хоча повідомляється щодо значного впливу їхніх радіо-трансляцій на успіх альбому.

### Оцінки критиків
Альбом отримав дещо нижчі оцінки від італійських критиків, ніж попередній диск Челентано «Io non so parlar d'amore».
Музичний сайт «AllMusic», який дав альбому 4.5 зірки з 5-ти, охарактеризував його такими словами: «Після того, як його попередній альбом „Io Non So Parlar d'Amore“ був проданий накладом майже два мільйони копій і протримався 100 тижнів в італійських чартах, Адріано Челентано вирішив не змінювати формулу виграшу, і тут він знову поклався на команду авторів пісень Могола і Джанні Беллу. Результатом став ще один успіх — платівка була продана накладом більше мільйона копій і отримала Платинову премію Європи у 2001 році. Початковий трек „Per Averti“, що задає тон альбому — мелодійний італо-поп з простими текстами про кохання і жінок. Помітними виключеннями є саркастична „Sono un Uomo Libero“ („Я вільна людина“), в якій співак розмірковує про своє місце в сучасному світі, і панахида „Il Figlio del Dolore“ („Син печалі“), виконана в дуеті з Надою».
Італійський музичний критик Франко Дзанетті у своїй рецензії до альбому 2000 року негативно відгукнувся щодо текстів пісень, написаних Моголом, зазначивши, що вони «часто виявляються не на очікуваній висоті». Цитуючи рядки деяких пісень, він назвав їх «речами з фестивалю Санремо п'ятдесятих / шістдесятих років», продовжуючи далі він сказав, що «речі, настільки точно датовані, що змушує думати, що насправді йдеться про результат вмілого використання стилю. Давайте домовимось: я не хочу розпочинати дискусію стосовно змісту пісень, мене повністю влаштовує, що Адріано співає про любов (або про будь-яку іншу річ, лише не про соціологію чи екологію). Мене цілком влаштовує, що він співає у традиційній, ба навіть трохи у ретро манері. Але якщо б він співав би менш незручні тексти, я би був задоволений більше». Стосовно музики альбому, Дзанетті відзначив, що Джанні Белла «виконує свою роботу як чесний професіонал, без геніальних спалахів, але також без надто великих провалів у банальності». Огляд альбому Дзанетті підсумував висновками, що «„Esco di rado e parlo ancora meno“ підтверджує, що Адріано Челентано — відмінний інтерпретатор», і що, «коли йому добре служать автори, у нього мало конкурентів; але цього разу, за згаданими ним винятками, пісні, які він вибрав, не відповідають його голосу та харизмі».
Інший італійський музичний критик та блогер Ніко Донвіто у своєму огляді 2020 року назвав «Esco di rado e parlo ancora meno» «незавершеним» та «менш переконливим», ніж попередній альбом Челентано, «Io non so parlar d'amore». Він вважав що великому успіху альбому сприяли сингли «Per averti» та «Apri il cuore» і виконання Челентано пісень з нього на телешоу «125 milioni di caz..te». Свій огляд Донвіто підсумував такими словами: «І знову харизма Адріано Челентано з'являється у всьому сяйві, виблискуючи своїм світлом. Результатом є диск із великими задумами, але який не злетить так, як попередня робота, можливо, також через вагу неповторного твору та неминучого порівняння».

### Телебачення

Оформлення компакт-диску альбому «Esco di rado e parlo ancora meno» зсередини

Як і у випадку з попереднім диском «Io non so parlar d'amore» — 26 квітня, 3, 10 і 17 травня 2001 року, для презентації альбому «Esco di rado e parlo ancora meno», Челентано випустив нове 4-серійне телешоу «125 milioni di caz..te». Телешоу у значній мірі вплинуло на успіх альбому, воно було аналогічним попередньому телепроєкту Челентано «Francamente me ne infischio» 1999 року: у передачі обговорювалися соціальні питання і виконувалася музика, було розміщено оркестр під керівництвом Фіо Дзанотті. Телешоу мало високий рейтинг переглядів, під час трансляції на каналі Rai 1, він становив 42% — приблизно 10 мільйонів глядачів. Протягом телешоу Челентано виконав 23 пісні, з них 7 пісень з нового альбому: «Per averti», «Apri il cuore», «Tir», «Quello che non ti ho detto mai», «Lago rosso», «Le stesse cose» і «Io sono un uomo libero». Співведучою Челентано була акторка Азія Ардженто, гостями стали: Браян Адамс, Енцо Янначчі, Антоніо Альбанезе, Джуліано Ферарра, Фіорелло, Джорджо Ґабер, Джорджо Панаріелло, гурт «Lùnapop», Shaggy, Кармен Консолі, Giorgia, Марко Мазіні, Даріо Фо й інші.

### Відеокліпи
До двох пісень альбому було знято відеокліпи: «Per averti» і «Quello che non ti ho detto mai» (з додаванням анімації). В обох відеокліпах Челентано з'являвся у чорному плащі та капелюсі й у темних окулярах.

## Список композицій
| #     | Назва                                                           | Автор                                     | Тривалість |
| ----- | --------------------------------------------------------------- | ----------------------------------------- | ---------- |
| 1.    | «Per averti» (Заради тебе)                                      | Джанні Белла, Могол                       | 5:03       |
| 2.    | «Apri il cuore» (Відкрий серце)                                 | Джанні Белла, Розаріо Белла, Могол, Кеопе | 5:19       |
| 3.    | «Lago rosso» (Червоне озеро)                                    | Джанні Белла, Могол                       | 5:18       |
| 4.    | «Quello che non ti ho detto mai» (Те що я тобі так і не сказав) | Джанні Белла, Могол                       | 4:35       |
| 5.    | «Ti prenderò» (Я заволодію тобою)                               | Джанні Белла, Могол                       | 4:55       |
| 6.    | «Tir» (Вантажівка)                                              | Джанні Белла, Розаріо Белла, Могол        | 4:29       |
| 7.    | «Se tu mi tenti» (Коли ти спокушаєш мене)                       | Джанні Белла, Могол                       | 4:14       |
| 8.    | «Africa» (Африка)                                               | Джанні Белла, Розаріо Белла, Могол        | 4:36       |
| 9.    | «Io sono un uomo libero» (Я вільна людина)                      | Івано Фоссаті                             | 5:46       |
| 10.   | «Le stesse cose» (Все те саме)                                  | Карло Мадзоні                             | 5:43       |
| 11.   | «Il figlio del dolore» (Син болю)                               | Адріано Челентано, Мауро Спіна            | 6:25       |
| 12.   | «Index» (Індекс)                                                | —                                         | 4:07       |
| 60:36 |                                                                 |                                           |            |

## Учасники запису
- Джанні Белла — композитор, бек-вокал;
- Ансамбль «The Bulgarian Voices (Angelite)» — хор (доріжка 11);
- Адріано Челентано — продюсер, композитор, вокал;
- Морено Феррара — бек-вокал;
- Паола Фоллі — бек-вокал;
- Івано Фоссаті — композитор;
- Лелла Франча — бек-вокал;
- Карло Мадзоні — композитор;
- Леле Мелотті — ударні;
- П'єро Мікелатті — бас-гітара;
- Могол — композитор;
- Клаудіо Поркареллі — фотограф;
- Сільвіо Поццолі — бек-вокал;
- Ремо Рігетті — програмування;
- Ренато Серіо — асистент;
- Мауро Спіна — композитор;
- Майкл Томпсон — гітара;
- Фіо Дзанотті — аранжування.

## Чарти і сертифікації
Чарти
| Позиція | 1 | 2 | 2 | 2 | 2 | 2 | 2 | 2 | 2 | 2 | 3 | 2 | 1 | 1 | 1 | 1 | 2 | 2 | 1 | 1 | 3 | 3 | 5 | 7 | 4 | 2 | 4 | 4 | 5 | 8 |

| Позиція | 10 | 7 | 8 | 8 | 7 | 8 | 7 | 8 | 11 | 8 | 4 | 9 | 12 | 16 | 16 | 29 | 18 | 14 | 23 | 25 | 43 | 41 | 50 | 35 | 43 | 48 | 38 | 36 | 41 | 43 | 50 | 44 |

Сертифікації
| Країна    | Статус         | Продаж    |
| --------- | -------------- | --------- |
| Італія    | 2× Діамантовий | 1.800.000 |
| Швейцарія | Золотий        | 25.000    |

## Видання

### Альбом
| Назва                                               | Лейбл                                     | Маркування    | Країна   | Рік  |
| --------------------------------------------------- | ----------------------------------------- | ------------- | -------- | ---- |
| Esco Di Rado E Parlo Ancora Meno (CD)               | Clan Celentano                            | CLN 2048 2    | Європа   | 2000 |
| Esco Di Rado (E Parlo Ancora Meno) (CD, Unofficial) | Clan Celentano                            | P7667C        | Росія    | 2000 |
| Esco Di Rado (E Parlo Ancora Meno) (CD, Unofficial) | Clan Celentano                            | CLN 20482     | Росія    | 2000 |
| Esco Di Rado (E Parlo Ancora Meno) (CD, Unofficial) | Clan Celentano                            | CLN 20482     | Росія    | 2000 |
| Esco Di Rado E Parlo Ancora Meno (CD)               | Sony BMG Music Entertainment              | 501263 0      | Україна  | 2000 |
| Esco Di Rado E Parlo Ancora Meno (CD, Dig)          | Clan Celentano                            | CLN 2048 2    | Італія   | 2000 |
| Esco Di Rado E Parlo Ancora Meno (CD, Dig)          | Clan Celentano                            | CLN 2048 2    | Італія   | 2000 |
| Esco Di Rado E Parlo Ancora Meno (CD, Unofficial)   | Clan Celentano                            | CLN 2048 2    | Росія    | 2000 |
| Esco Di Rado E Parlo Ancora Meno (CD, Unofficial)   | Clan Celentano                            | CLN 2048 2    | Росія    | 2000 |
| Esco Di Rado E Parlo Ancora Meno (Cass)             | Clan Celentano                            | CLN 2048 4    | Італія   | 2000 |
| Esco Di Rado E Parlo Ancora Meno (CD)               | Clan Celentano                            | CLN 2048 8    | Європа   | 2000 |
| Esco Di Rado (E Parlo Ancora Meno) (CD, Unofficial) | United Music Artist Group                 | UMACD-2K2 001 | невідомо | 2002 |
| Esco Di Rado E Parlo Ancora Meno (CD)               | Sony Music Russia                         | 501263 0      | Росія    | 2002 |
| Esco Di Rado E Parlo Ancora Meno (CD, RE)           | Sony BMG Music Entertainment              | 501263 0      | Росія    | 2002 |
| Esco Di Rado E Parlo Ancora Meno (CD, RE)           | Clan Celentano, Arnoldo Mondadori Editore | CLN 2078-CCC  | Італія   | 2010 |
| Esco Di Rado E Parlo Ancora Meno (CD)               | Clan Celentano, Universal Music Group     | CLN 2048      | Росія    | 2011 |
| Esco Di Rado E Parlo Ancora Meno (CD, RE, RM)       | Clan Celentano                            | 3259130004564 | Італія   | 2012 |

### Сингли
| Назва                               | Лейбл          | Маркування | Країна | Рік  |
| ----------------------------------- | -------------- | ---------- | ------ | ---- |
| Lago Rosso (CD)                     | Clan Celentano | CLN 4006   | Італія | 2000 |
| Tir (CD)                            | Clan Celentano | CLN 4010 2 | Італія | 2000 |
| Quello Che Non Ti Ho Detto Mai (CD) | Clan Celentano | CLN 4009   | Італія | 2000 |
| Per Averti (7", Promo)              | Clan Celentano | JC 15592   | Італія | 2000 |
| Per Averti (CD)                     | Clan Celentano | CLN 4007   | Італія | 2000 |
| Apri Il Cuore (CD)                  | Clan Celentano | CLN 4008   | Італія | 2000 |